# Tikos
Tikos é um município da Hungria, situado no condado de Somogy. Tem 3,35 km² de área e sua população em 2019 foi estimada em 126 habitantes.